# Rich Hall

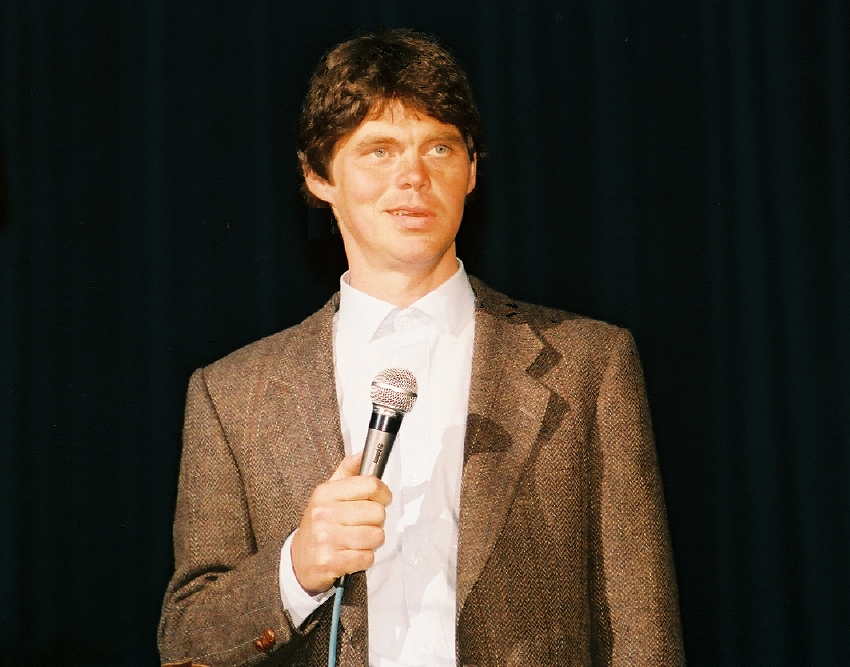
Hall in 1986

Rich Hall (Alexandria, Virginia, 10 juni 1954) is een Amerikaanse komiek en schrijver. Hij schreef voor en speelde in de sketch-comedy televisieprogramma's Not Necessarily the News en Saturday Night Live. Ook is hij meerdere malen te gast geweest in de Late Show with David Letterman en Late Night with Conan O'Brien.
Rich Hall bedacht de term "sniglet" voor een woord dat niet in het woordenboek staat, maar er wel in zou moeten staan.
Het personage Moe Szyslak uit de animatieserie The Simpsons is geïnspireerd op Rich Hall. Matt Groening heeft dit in interviews gezegd.

## Verenigd Koninkrijk
Rich Hall is ook populair buiten zijn geboorteland, vooral in het Verenigd Koninkrijk, waar hij ook heeft gewoond. Hij is een graaggeziene gast in komedie-quiz-programma's zoals Have I Got News For You, QI, 8 Out of 10 Cats en Never Mind the Buzzcocks Ook is hij te gast geweest in het BBC Two-programma Top Gear, waar hij een lied maakte over een Rover 25. In de volgende uitzending na de aanslagen op 11 september 2001 werd Hall gevraagd om commentaar te geven in Have I Got News For You.
Hij had drie eigen televisieseries op de BBC: Rich Hall's Badly Funded Think Tank, Rich Hall's Fishing Snow en Rich Hall's Cattle Drive. Daarnaast maakte hij een eenmalig programma over de presidentsverkiezingen in Amerika in 2004, Rich Hall's Election Special.

## Boeken
1. 1984 Sniglets (Snig'Lit: Any Word That Doesn't Appear in the Dictionary, but Should), ISBN 0-02-012530-5
2. 1985 More Sniglets: Any Word That Doesn't Appear in the Dictionary, but Should
3. 1986 Unexplained Sniglets of the Universe
4. 1986 Rich Hall's Vanishing America, ISBN 0-02-547480-4
5. 1987 Angry Young Sniglets (1987)
6. 1989 When Sniglets Ruled the Earth (1989)
7. 1994 Self Help for the Bleak: Attaboy Therapy, ISBN 0-8431-3669-3
8. 2002 Things Snowball, ISBN 0-349-11576-1
9. 2004 Otis Lee Crenshaw: I Blame Society, ISBN 0-349-11818-3